# Radka Štědrá
Radka Štědrá (rozená Čáslavová, 24. srpna 1973, Olomouc) je publicistka a redaktorka a od roku 2012 tisková mluvčí Statutárního města Olomouc.

## Studium
Vystudovala Střední školu ekonomickou v Olomouci (maturita 1992) a poté obor sociologie–andragogika na Filozofické fakultě Univerzity Palackého. Magisterský titul získala v roce 1997.

## Kariéra
Od roku 1997 pracovala v České televizi, na samém počátku to bylo zpravodajství z olomouckých povodní.
V průběhu let v televizi pokrývala desítky kauz a významných událostí v Olomouci i celém regionu a zažila všechny radikální proměny televizní práce, které v těchto letech přinášel rychlý rozvoj technických prostředků. Od roku 2012 je vedoucí tiskového oddělení Magistrátu města Olomouce. Za svého působení zažila čtyři primátory (Martin Novotný, Martin Major, Antonín Staněk, Miroslav Žbánek).